# Compilation (album)
Compilation (conosciuta anche come Caustic Window Compilation) è una compilation del musicista Richard D. James pubblicata il 17 novembre 1998 dalla Rephlex Records con lo pseudonimo Caustic Window.
L'album raccoglie la maggior parte delle tracce dei tre EP della serie Joyrex usciti precedentemente.
Le tracce, in uno stile acid house particolarmente aggressivo, sono state composte su sintetizzatori analogici e drum machine.

## Campionamenti e spot pubblicitari
- Il brano Fantasia contiene campionamenti dal film pornografico omonimo. Tali campionamenti sono presenti anche nel brano Come On You Slags dall'album ...I Care Because You Do.
- Il brano Italic Eyeball contiene campionamenti di Maria von Trapp dal musical The Sound of Music («Perhaps I had a wicked childhood»).
- Il brano Humanoid Must Not Escape contiene campionamenti distorti dal film L'uomo che cadde sulla Terra («Let's fuck!» e «Yeah yeah!») e campionamenti dal videogioco Robotron: 2084.
- Il brano We Are the Music Makers (Hardcore Mix) è un remix di We Are the Music Makers dall'album Selected Ambient Works 85-92 e contiene campionamenti dal film Willy Wonka e la fabbrica di cioccolato.
- Il brano The Garden of Linmiri è stato usato in uno spot pubblicitario della Pirelli del 1996, con protagonista Carl Lewis.

## Tracce
1. Joyrex J4 – 4:30
2. AFX 114 – 1:21
3. Cordialatron – 4:44
4. Italic Eyeball – 4:25
5. Pigeon Street – 0:23
6. Astroblaster – 5:29
7. On the Romance Tip – 5:06
8. Joyrex J5 – 6:54
9. Fantasia – 6:02
10. Humanoid Must Not Escape – 5:42
11. Clayhill Dub – 3:24
12. The Garden of Linmiri – 6:10
13. We Are the Music Makers (Hardcore Mix) – 4:01